# Matinhos
Matinhos là một đô thị thuộc bang Paraná, Brasil. Đô thị này có diện tích 117,064 km², dân số năm 2007 là 23968 người, mật độ 287,8 người/km².